# Neverland (album de RK)
Pour les articles homonymes, voir Neverland.
Albums de RK
Rêves de gosse
(2019) 100 rancunes
(2021)
Neverland est le troisième album du rappeur français RK sorti le 3 juillet 2020.

## Liste des pistes
| No  | Titre                    | Auteur   | Compositeur(s)        | Durée |
| --- | ------------------------ | -------- | --------------------- | ----- |
| 1.  | B.O.S.S                  | RK       | MOC                   | 1:51  |
| 2.  | Billie Jean              | RK       | Bersa                 | 2:21  |
| 3.  | SOS                      | RK       | Noxious               | 2:54  |
| 4.  | Zone                     | RK       | Heizenberg, Chapo     | 3:03  |
| 5.  | Euros (feat. Maes)       | RK, Maes | Cello, Saydiq, Diossa | 2:51  |
| 6.  | Mains sales              | RK       | B4                    | 2:57  |
| 7.  | Drip                     | RK       | MOC                   | 2:49  |
| 8.  | Hood                     | RK       | Cabs                  | 3:05  |
| 9.  | Diva (feat. SCH)         | RK, SCH  | HRNN                  | 2:25  |
| 10. | Pénélope                 | RK       | Dany Synthé           | 3:02  |
| 11. | 4:17                     | RK       | Ovaground             | 3:00  |
| 12. | Rock'n'puff (feat. Leto) | RK, Leto | Dany Synthé, DSK      | 3:33  |
| 13. | La flamme                | RK       | Djaresma, Heezy Lee   | 2:39  |
| 14. | Monte à bord             | RK       | Cello                 | 4:30  |

## Titre certifié en France
- Euros (feat. Maes)  Or [2]
- SOS  Or[3]

## Clips vidéos
- SOS : 29 mai 2020
- Euros (feat. Maes) : 2 juillet 2020
- Zone : 13 août 2020

## Classements et certifications

### Classements hebdomadaires
| Classement (2020)            | Meilleure position |
| ---------------------------- | ------------------ |
| France (SNEP)                | 2                  |
| Belgique (Wallonie Ultratop) | 1                  |
| Suisse (Schweizer Hitparade) | 7                  |

### Certfications et ventes
| Région        | Certification | Ventes/Streams |
| ------------- | ------------- | -------------- |
| France (SNEP) | Or            | 50 000         |